# Нью-Йоркское акварельное общество
Нью-Йоркское акварельное общество (англ. New York Watercolor Society) — некоммерческая организация американских художников, работающих в акварели.
Общество было основано в 1850 году в Нью-Йорке художником Джоном Хиллом, просуществовавшее недолгое время и ставшее предтечей Американского общества акварелистов.
Это была одна из первых акварельных организаций в США, образованной после создания в 1804 году Акварельного общества в Англии — Society of Painters in Water Colours (в настоящее время носящее имя Royal Watercolour Society). Первым президентом Нью-Йоркского акварельного общества был художник Чайльд Гассам. 
Название этой организации иногда путают с Нью-Йоркским акварельным клубом (создан в 1890 году), президентом которого также был Чайльд Гассам.
В настоящее время в Нью-Йорке также существуют Central New York Watercolor Society и Brooklyn Watercolor Society.